# 2000年の台風
2000年の台風（2000ねんのたいふう、太平洋北西部で発生した熱帯低気圧）のデータ。
この年から世界気象機関熱帯低気圧プログラムの台風委員会への参加国が提案して採択された「台風のアジア名」が用いられるようになった。
また、前年の玄倉川水難事故を受けて熱帯低気圧や台風の「弱い」「並の強さ」「中型」などの規模の表現を6月1日以降廃止している。
最初の台風は5月に発生。7月から9月の3ヶ月間で16個が発生し、7月の台風3号は関東地方から北海道の太平洋側に大雨を降らせて家屋の浸水5,600棟余のほか、全国で強風被害も発生。また、9月の14号は東海地方を中心に豪雨をもたらした（東海豪雨）。12月30日9時に発生した台風23号は統計が残る1951年（昭和26年）以降でもっとも発生日時が遅く、さらに年越し台風となった。
なお、8月にハワイの北西で発生した熱帯低気圧16Wは東進して日付変更線を越えたのちトロピカルストームの勢力になったため、中部太平洋ハリケーンセンター（CPHC）によってWeneという名称が付けられている。

## 「台風」に分類されている熱帯低気圧

### 台風1号（ダムレイ）
5月3日にパラオ近海で形成が始まり、5日には熱帯低気圧に成長したため、合同台風警報センター（JTWC）は熱帯低気圧番号01Wを与えた。6日にはフィリピンの監視エリアに達し、フィリピン大気地球物理天文局（PAGASA）はフィリピン名アシアン（Asiang）を命名。01Wは7日9時（協定世界時7日0時）に北緯13度2分、東経131度6分で台風となり、アジア名ダムレイ（Damrey）と命名された。
当初、北西に進んでいた台風は8日に進路を北東へと変えて日本列島南方の太平洋上を進み、9日には中心気圧930ヘクトパスカルまで成長したがその後は勢力を弱めて12日21時（協定世界時12日12時）に北緯28度4分、東経149度5分で温帯低気圧となり、17日に消滅した。

### 台風2号（ロンワン）
5月15日にフィリピン北西で形成が始まった低圧部が17日頃から北東に進路を変えて熱帯低気圧に成長。合同台風警報センター（JTWC）は熱帯低気圧番号02Wを与えた。02Wは19日9時（協定世界時19日0時）に北緯21度1分、東経125度5分で台風となり、アジア名ロンワン（Longwang）と命名された。
台風は20日15時（協定世界時20日6時）に北緯28度2分、東経139度で温帯低気圧となったが、その後も北東に進み続けて24日に東経180度を越えて気象庁の監視から外れた。なお、フィリピン大気地球物理天文局（PAGASA）によってフィリピン名ビリン（Biring）と命名されている。

### 台風3号（キロギー）
6月30日にフィリピンの東の海上で形成が始まり、7月2日には熱帯低気圧に成長。合同台風警報センター（JTWC）は熱帯低気圧番号05Wを与えた。05Wは7月3日15時（協定世界時3日6時）に北緯16度2分、東経131度8分で台風となり、アジア名キロギー（Kirogi）と命名された。
台風は3日から5日にかけての48時間で中心気圧が50ヘクトパスカル低下し、その後も強い勢力を維持したまま日本列島に接近。7日から8日にかけて関東地方に最も近づき、北海道から関東地方までの広範囲に大雨などの被害をもたらした。伊豆諸島の大島では24時間降水量412ミリ、期間の総雨量416ミリを観測している。
台風は9日6時（協定世界時8日21時）に北緯42度1分、東経145度7分で温帯低気圧となり、7月10日に消滅した。なお、フィリピン大気地球物理天文局（PAGASA）によってフィリピン名ディタン（Ditang）と命名されている。

### 台風4号（カイタク）
7月2日にフィリピン北西で形成が始まった熱帯低気圧に合同台風警報センター（JTWC）は熱帯低気圧番号06Wを与えた。
06Wは6日3時（協定世界時5日18時）に北緯19度3分、東経120度で台風となり、アジア名カイタク（Kai-Tak）と命名された。なお、フィリピン大気地球物理天文局（PAGASA）によってフィリピン名エデン（Edeng）と命名されている。
台風は6日には西進したが、7日に停滞したのち8日から北東に進路を変えて次第に速度を上げ、9日に台湾本島へ上陸。台湾本島を縦断した台風は東シナ海を北上して、10日未明に浙江省台州市付近に再上陸したのち、11日3時（協定世界時10日18時）に北緯36度9分、東経122度9分の黄海で温帯低気圧となったが、その後も北上した温帯低気圧は遼東半島の丹東市付近に再々上陸したのち進路を東へと変え、12日に消滅した。
フィリピンのルソン島では豪雨と地すべりによって160名が死亡、150名が行方不明となった。また、台湾では上陸時の80ノット以上の強風によって3,000戸以上が停電し、1名が死亡。中国気象局は浙江省などで8200万ドル（約88億円）の経済的損失を被ったとしている。

### 台風5号（テンビン）
7月13日に太平洋上で形成が始まり、14日には熱帯低気圧に成長。合同台風警報センター（JTWC）は熱帯低気圧番号09Wを与えた。09Wは19日9時（協定世界時19日0時）に小笠原諸島・母島近海の北緯26度7分、東経142度2分で台風となり、アジア名テンビン（Tembin）と命名された。
台風は北上して日本列島に接近したが勢力は弱いままで、22日3時（協定世界時21日18時）に熱帯低気圧になったのち、23日に北海道の東の海上で消滅した。

### 台風6号（ボラヴェン）
7月17日にフィリピン南東の海上で形成が始まった熱帯擾乱が熱帯低気圧に成長。合同台風警報センター（JTWC）は熱帯低気圧番号11Wを与えた。11Wは26日3時（協定世界時25日18時）に沖縄本島南西の北緯25度、東経126度9分で台風となり、アジア名ボラヴェン（Bolaven）と命名された。
台風は次第に速度を落とし、27日から29日にかけて奄美群島付近でほぼ停滞。その後再び速度を上げて北進し、31日9時（協定世界時31日0時）に朝鮮半島東岸の北緯35度9分、東経129度7分で温帯低気圧になった。日本海を北西に進んだ温帯低気圧は8月1日にロシア連邦の沿海地方近海を通過、2日にサハリン東岸に達して消滅した。
なお、フィリピン大気地球物理天文局（PAGASA）によってフィリピン名フアニン（Huaning）と命名されている。

### 台風7号（チャンチー）
7月27日に発生した熱帯低気圧に合同台風警報センター（JTWC）は熱帯低気圧番号12Wを与えた。12Wは29日3時（協定世界時28日18時）に太平洋上の北緯12度1分、東経176度5分で台風となり、アジア名チャンチー（Chanchu）と命名された。
台風は弱い勢力のまま北上し、30日3時（協定世界時29日18時）に北緯14度7分、東経177度1分で熱帯低気圧となって、同日に消滅した。

### 台風8号（ジェラワット）
7月29日に形成が始まった低圧部が成長、合同台風警報センター（JTWC）は熱帯低気圧番号13Wを与えた。8月1日21時（協定世界時1日12時）に北緯22度、東経151度2分で台風となり、アジア名ジェラワット（Jelawat）と命名された。
台風は3日までの48時間で中心気圧が56ヘクトパスカル低下するなど急成長しながら西進。4日には小笠原諸島、7日には南西諸島に接近したのち、11日には上海市付近に上陸、同日3時（協定世界時10日18時）に北緯29度3分、東経121度で熱帯低気圧となり、13日に消滅した。
鹿児島県と沖縄県で大雨などによる被害が出ている。

### 台風9号（イーウィニャ）
北マリアナ諸島の西方で形成が始まった熱帯低気圧に合同台風警報センター（JTWC）は熱帯低気圧番号15Wを与えた。15Wは8月10日3時（協定世界時9日18時）に北緯14度9分、東経139度5分で台風となって、アジア名イーウィニャ（Ewiniar）と命名された。
台風は10日以降速度を上げて北進したが、日本列島上空を覆っていた太平洋高気圧に阻まれ、12日から進路を東寄りに変えた。16日には速度を落とし、18日21時（協定世界時18日12時）に東北地方の東の海上の北緯39度4分、東経149度5分で温帯低気圧になった。低気圧は迷走したのち、21日に消滅した。

### 台風10号（ビリス）
8月14日にグアムの南東海上で形成が始まった低圧部が成長。17日には熱帯低気圧になり、合同台風警報センター（JTWC）は熱帯低気圧番号18Wを与えた。更に成長した18Wは19日15時（協定世界時19日6時）に北緯14度6分、東経135度6分で台風となり、アジア名ビリス（Bilis）と命名された。
台風は19日からの48時間で中心気圧が72ヘクトパスカル低下して、21日には中心気圧920ヘクトパスカルに達するなど急速に勢力を強めながら北西に進み、22日に台湾本島へ上陸。台湾を横断した台風は翌日に福建省に再上陸したのち、同日21時（協定世界時23日12時）に北緯25度2分、東経116度5分で温帯低気圧となった 。その後、低気圧は北東へと進路を変えて黄海に達し、27日に朝鮮半島北部で消滅した。
この台風では進路上にあったグアムや南西諸島などに豪雨をもたらした。特に台湾と中国本土の被害は甚大で、死者71名、被害額は6億6800万ドル（約714億円）に達している。

### 台風11号（ケーミー）
8月19日にフィリピン西方の南シナ海で形成が始まり、合同台風警報センター（JTWC）は熱帯低気圧番号19Wを与えた。19Wは21日21時（協定世界時21日12時）に北緯15度、東経111度で台風となり、アジア名ケーミー（Kaemi）と命名された。
台風は西に進んでベトナムに上陸したが、22日21時（協定世界時）には北緯15度8分、東経107度1分で熱帯低気圧になった。ベトナムでは高潮などによって14名が死亡している。

### 台風12号（プラピルーン）
8月22日にグアムの南東海上で形成が始まり、24日にはヤップ島の北西で熱帯低気圧に成長。合同台風警報センター（JTWC）は熱帯低気圧番号20Wを与えた。
20Wは27日3時（協定世界時26日18時）に北緯20度4分、東経131度5分で台風となり、アジア名プラピルーン（Prapiroon）と命名された。また、同日にフィリピンの監視エリアに達したことからフィリピン大気地球物理天文局（PAGASA）によってフィリピン名ルシン（Lusing）と命名されている。
台風は29日に南西諸島に接近して宮古島と石垣島の間を通過、30日には東シナ海で「大型で強い台風」になった。31日に最も勢力を強めた台風は朝鮮半島北部を横断して日本海に達し、9月1日21時（協定世界時1日12時）に北緯42度2分、東経133度2分で温帯低気圧になった。低気圧はその後、東北北部を通過して太平洋に進み、9月4日に北海道の東の海上で消滅した。
台風とそれに伴う豪雨は台湾・中国・北朝鮮・韓国で大きな被害をもたらし、多くの死者を出した。日本国内でも宮崎県東臼杵郡美郷町の中小屋で総雨量253ミリ、新潟県新発田市の赤谷で24時間降水量213ミリなど各地で大雨となっている。

### 台風13号（マリア）
香港の南の海上で形成が始まった低圧部が熱帯低気圧へと成長。合同台風警報センター（JTWC）は熱帯低気圧番号21Wを与えた。21Wは28日21時（協定世界時28日12時）に南シナ海の北緯20度2分、東経115度2分で台風となり、、アジア名マリア（Maria）と命名された。
一旦南下した台風は30日から再び北上し、9月1日には広東省深圳市付近に上陸。同日15時（協定世界時1日6時）に北緯24度6分、東経114度4分で熱帯低気圧となったのちも北上を続け、3日3時（協定世界時2日18時）に消滅した。

### 台風14号（サオマイ）
8月31日に太平洋上で熱帯擾乱の形成が始まり、熱帯低気圧に成長。2日に合同台風警報センター（JTWC）は熱帯低気圧番号22Wを与えた。22Wは同日21時（協定世界時2日12時）に台風となり、、アジア名サオマイ（Saomai）と命名された。
当初、太平洋上をゆっくりと西に進んでいた台風は7日から進路を北西方向に変え、8日から10日にかけて48時間で中心気圧を55ヘクトパスカル低下させるなど急速に成長。11日から13日にかけて南西諸島に接近・通過し、16日には朝鮮半島に上陸。同日15時（協定世界時16日6時）に北緯39度5分、東経129度5分で温帯低気圧となった。その後は沿海州方面に進み、19日に消滅した。
北マリアナ諸島や中国・韓国・北朝鮮で大雨や強風による被害があったほか、ロシアでも台風から変わった低気圧による被害があった。日本では14号・15号・17号が相次いで接近し、停滞した秋雨前線が西日本の広範囲に大雨を降らせ、特に東海地方での被害は東海豪雨として激甚災害に指定された。なお、フィリピンの監視エリアに達したことからフィリピン大気地球物理天文局（PAGASA）によってフィリピン名オサン（Osang）が命名されている。

### 台風15号（ボーファ）
9月4日にフィリピンの東の海上で形成が始まり、5日には熱帯低気圧に成長。合同台風警報センター（JTWC）は熱帯低気圧番号24Wを与えた。また、フィリピン大気地球物理天文局（PAGASA）によってフィリピン名ニンニン（Ningning）が命名されている。当初は東から北東方向に進んでいた24Wは7日3時（協定世界時6日18時）に北緯23度4分、東経136度2分で台風となり、アジア名ボーファ（Bopha）と命名された。
台風は進路を西北西に変えて南西諸島に接近。その後、台湾西部の海上を南西に進んでフィリピン北部のルソン島に達し、11日9時（協定世界時11日0時）に北緯18度6分、東経122度1分で熱帯低気圧となったのち同日に消滅した。台風とそれに影響された秋雨前線によって九州と沖縄県を中心に大雨が降り、宮崎県東臼杵郡美郷町の神門で24時間降水量325ミリ、期間の総雨量769ミリに達した。

なお、台風の発生時刻が16号より遅くなっているが、これは後に正式な記録を作成する時点で発生日時が変更されたためである。

### 台風16号（ウーコン）
9月4日に南シナ海で形成が始まり、5日には熱帯低気圧に成長。合同台風警報センター（JTWC）は熱帯低気圧番号23Wを与えた。23Wは6日9時（協定世界時6日0時）に北緯17度9分、東経117度4分で台風となり、アジア名ウーコン（Wukong）と命名された。
南シナ海を西進した台風はベトナムに上陸、10日21時（協定世界時21日12時）に北緯17度9分、東経104度で熱帯低気圧となり、11日に消滅した。中国の海南省では住宅2,700棟が倒壊し、ベトナムのハティン省では住宅3,000棟が倒壊、2名が死亡した。

### 台風17号（ソナムー）
9月14日に北マリアナ諸島北西の海上で形成が始まった。同日のうちに熱帯低気圧にまで成長し、合同台風警報センター（JTWC）は熱帯低気圧番号25Wを与えた。15日12時（協定世界時15日3時）に北緯23度4分、東経141度の太平洋上で台風となり、アジア名ソナムー（Sonamu）と命名された。
当初、北東に進んでいたが15日頃から進路を北に変えるとともに次第に発達して日本列島に接近。台風は太平洋側の海上を速度を上げながら進み、18日15時（協定世界時18日6時）に択捉島の南の海上の北緯44度7分、東経149度で温帯低気圧となった。低気圧はその後も東北東に進み、20日に東経180度を越えて観測対象から外れた。

### 台風18号（サンサン）
9月14日にマーシャル諸島付近で発生した低圧部が次第に強まり、17日には熱帯低気圧に成長。合同台風警報センター（JTWC）は熱帯低気圧番号26Wを与えた。26Wは18日21時（協定世界時18日12時）に北緯16度、東経171度で台風となり、アジア名サンサン（Shanshan）と命名された。
台風は19日頃から次第に勢力を強め、48時間で中心気圧が58ヘクトパスカル低下して925ヘクトパスカルに達した。北寄りに進んだ台風は25日3時（協定世界時24日18時）北緯42度8分、東経177度9分で温帯低気圧となり、同日夜に東経180度を越えて観測対象から外れた。

### 台風19号（ヤギ）
10月20日に北マリアナ諸島近海で形成が始まり、合同台風警報センター（JTWC）は熱帯低気圧番号29Wを与えた。
29Wは22日9時（協定世界時22日0時）に北緯21度、東経138度9分で台風となり、アジア名ヤギ（Yagi）と命名された。
西進した台風は24日に沖縄県に接近し、伊原間での24時間降水量152ミリなど各地に大雨を降らせた。その後、台風は先島諸島付近に停滞しながら次第に弱体化し、27日9時（協定世界時27日0時）に北緯25度8分、東経126度5分で熱帯低気圧となり、28日に消滅した。
なお、フィリピンの監視エリアに達したことからフィリピン大気地球物理天文局（PAGASA）によってフィリピン名パリン（Paring）が命名されている 。

### 台風20号（シャンセン）
10月24日にパラオの近海で形成が始まり、25日に合同台風警報センター（JTWC）は熱帯低気圧番号30Wを与えた。また、フィリピンの監視エリアに達したため、フィリピン大気地球物理天文局（PAGASA）によってフィリピン名レミン（Reming）と命名された。
次第に勢力を強めた30Wは26日15時（協定世界時26日6時）に北緯10度3分、東経131度4分で台風となり、アジア名シャンセン（Xangsane）と命名された。
台風は27日から28日にかけてフィリピンのルソン島中部を横断。マニラ首都圏を直撃してケソン州やブラカン州、サンバレス州、パンガシナン州のほか、ルソン島南部のビコル地方にも強風と大雨による被害をもたらした。ケソン州タヤバスでは24時間雨量312.3ミリを観測している。この台風で40名が死亡、10万人が家を失い、被害額は2,745万ドル（約29億円）に達した。
29日に南シナ海に進んだ台風は進路を北寄りに変えながら再び発達。31日から11月1日にかけて台湾に接近し、洪水によって59名が死亡、被害額は5億ドル（約535億円）に達した。なお、台湾に台風が接近していた10月31日には中正国際空港（現・台湾桃園国際空港）でシンガポール航空006便離陸失敗事故が発生しており、当初は台風の影響によるものではないかと考えられたが、のちにパイロットミスと判明している。ただし、このミスが台風による視界不良が原因ではないかとする意見もある。
台風は11月1日21時（協定世界時1日12時）に東シナ海の北緯28度6分、東経125度7分で温帯低気圧になり、2日に消滅した。

### 台風21号（バビンカ）
10月28日にパラオの近海で形成が始まり、30日に合同台風警報センター（JTWC）は熱帯低気圧番号31Wを与えた。また、フィリピンの監視エリアに達したため、フィリピン大気地球物理天文局（PAGASA）によってフィリピン名シニエン（Seniang）と命名された。
31Wは11月1日9時（協定世界時1日0時）に北緯10度7分、東経129度1分で台風となり、アジア名バビンカ（Bebinca）と命名された。
台風は2日から3日にかけてルソン島中部を横断、20号の襲来から復旧する間がなかったこともあって、洪水や土砂崩れなどで26名が死亡した。なお、26名は政府機関による公式な数字であり、一部の報道では40名以上が死亡したとも言われている。
台風は南シナ海に出た後、3日から5日にかけて北上したのち、6日に進路を西に変えたが、7日9時（協定世界時7日0時）に北緯20度4分、東経115度8分で熱帯低気圧になり、8日に消滅した。

### 台風22号（ルンビア）
11月25日にパラオの近海で形成が始まり、フィリピン大気地球物理天文局（PAGASA）によってフィリピン名トエン（Toyang）と命名。28日に合同台風警報センター（JTWC）は熱帯低気圧番号33Wを与えた。33Wは28日21時（協定世界時28日12時）に北緯8度5分、東経131度2分で台風となり、アジア名ルンビア（Rumbia）と命名されたが、12月1日3時（協定世界時30日18時）にはフィリピン海の北緯11度2分、東経125度6分で熱帯低気圧になった。
熱帯低気圧はさらに西進して1日から2日にかけてフィリピン中部を横断、ビサヤ諸島やミンダナオ島に豪雨を降らせたため各地で洪水や土砂崩れが発生。2日に消滅した。
なお、アメリカ海軍天文台の解析では南シナ海で弱体化して以降も西進。ベトナム南端の東経105度付近まで達したとしている。
この熱帯低気圧による死者は最終的に48名、被害額は1億ドル（約107億円）とされている。

### 台風23号（ソーリック）
12月28日にフィリピンの東の海上で形成が始まり、29日に合同台風警報センター（JTWC）は熱帯低気圧番号34Wを与えた。同日、フィリピン大気地球物理天文局（PAGASA）によってフィリピン名ウェルプリン（Welpring）と命名。34Wは30日9時（協定世界時30日0時）に北緯10度4分、東経127度8分で台風となり、アジア名ソーリック（Soulik）と命名された。
30日以降、台風は進路を北寄りから北東方向へと変えてフィリピンから離れたが、1月2日から3日にかけての24時間で中心気圧が35ヘクトパスカル低下して955ヘクトパスカルに達するなど、急速に勢力を強めた。しかし4日になると勢力は弱まって、5日3時（協定世界時4日18時）に北緯18度、東経137度6分で熱帯低気圧となり、5日に消滅した。

## 各台風名
| 台風・熱帯低気圧 | 順番 | アジア名  | アジア名片仮名読み | 意味・由来           | 命名国・地域 | フィリピン名 | フィリピン名片仮名読み |
| ---------------- | ---- | --------- | ------------------ | -------------------- | ------------ | ------------ | ---------------------- |
| 1号（01W）       | 1    | Damrey    | ダムレイ           | 象                   | カンボジア   | Asiang       | アシアン               |
| 2号（02W）       | 2    | Longwang  | ロンワン           | 龍の王               | 中国         | Biring       | ビリン                 |
| TD 03W           |      |           |                    |                      |              | Konsing      | コンシン               |
| TD 04W           |      |           |                    |                      |              |              |                        |
| TD               |      |           |                    |                      |              |              |                        |
| 3号（05W）       | 3    | Kirogi    | キロギー           | 雁                   | 北朝鮮       | Ditang       | ディタン               |
| 4号（06W）       | 4    | Kai-tak   | カイタク           | 啓徳                 | 香港         | Edeng        | エデン                 |
| TD 07W           |      |           |                    |                      |              | Gloring      | グロリン               |
| TD 08W           |      |           |                    |                      |              |              |                        |
| 5号（09W）       | 5    | Tembin    | テンビン           | 天秤座               | 日本         |              |                        |
| TD 10W           |      |           |                    |                      |              |              |                        |
| 6号（11W）       | 6    | Bolaven   | ボラヴェン         | 高原の名前           | ラオス       | Huaning      | フアニン               |
| 7号（12W）       | 7    | Chanchu   | チャンチー         | 真珠                 | マカオ       |              |                        |
| 8号（13W）       | 8    | Jelawat   | ジェラワット       | 淡水魚の名前         | マレーシア   |              |                        |
| TD 14W           |      |           |                    |                      |              |              |                        |
| 9号（15W）       | 9    | Ewiniar   | イーウィニャ       | 嵐の神               | ミクロネシア |              |                        |
| TD 16W（Wene）   |      |           |                    |                      |              |              |                        |
| TD 17W           |      |           |                    |                      |              |              |                        |
| 10号（18W）      | 10   | Bilis     | ビリス             | スピード             | フィリピン   | Isang        | イサン                 |
| 11号（19W）      | 11   | Kaemi     | ケーミー           | 蟻                   | 韓国         |              |                        |
| 12号（20W）      | 12   | Prapiroon | プラピルーン       | 雨の神               | タイ         | Lusing       | ルシン                 |
| 13号（21W）      | 13   | Maria     | マリア             | 女性の名前           | アメリカ     |              |                        |
| 14号（22W）      | 14   | Saomai    | サオマイ           | 金星                 | ベトナム     | Osang        | オサン                 |
| 15号（23W）      | 15   | Bopha     | ボーファ           | 花                   | カンボジア   | Ningning     | ニンニン               |
| 16号（24W）      | 16   | Wukong    | ウーコン           | 孫悟空               | 中国         |              |                        |
| 17号（25W）      | 17   | Sonamu    | ソナムー           | 松                   | 北朝鮮       |              |                        |
| 18号（26W）      | 18   | Shanshan  | サンサン           | 少女の名前           | 香港         |              |                        |
| TS 27W           |      |           |                    |                      |              |              |                        |
| TD 28W           |      |           |                    |                      |              |              |                        |
| 19号（29W）      | 19   | Yagi      | ヤギ               | 山羊座               | 日本         | Paring       | パリン                 |
| 20号（30W）      | 20   | Xangsane  | シャンセン         | 象                   | ラオス       | Reming       | レミン                 |
| 21号（31W）      | 21   | Babinca   | バビンカ           | プリン               | マカオ       | Seniang      | シニエン               |
| TD 32W           |      |           |                    |                      |              |              |                        |
| 22号（33W）      | 22   | Rumbia    | ルンビア           | サゴヤシ             | マレーシア   | Toyang       | トエン                 |
| TD               |      |           |                    |                      |              | Ulpiang      | ウルピアン             |
| 23号（34W）      | 23   | Soulik    | ソーリック         | 伝統的な部族長の称号 | ミクロネシア | Welpring     | ウェルプリン           |

順番はアジア名「ダムレイ」を1とする。また、フィリピン名は熱帯低気圧がフィリピンの監視エリアに入ったとき、フィリピン大気地球物理天文局(PAGASA)が命名するもの。フィリピン名のみ、あるいは名称や番号が付けられない熱帯低気圧も存在する。